# Нырок (Чёрное зеркало)
«Нырок» (англ. Nosedive) — первый эпизод третьего сезона телесериала «Чёрное зеркало». Главные роли в этом эпизоде исполнили Брайс Даллас Ховард, Элис Ив, Черри Джонс и Джеймс Нортон. Сценарий серии написали Майкл Шур и Рашида Джонс, основываясь на рассказе создателя сериала Чарли Брукера. Премьера эпизода состоялась 21 октября 2016 года на канале Netflix.

## Сюжет
Лейси Паунд (Брайс Даллас Ховард) живёт в мире, где люди могут ставить друг другу оценки от 1 до 5 в реальной жизни. Лейси, одержимая хорошими оценками, начинает эпизод с рейтингом примерно 4,2. Она живёт со своим братом Райаном (Джеймс Нортон), который имеет более низкий рейтинг и не беспокоится по этому поводу. Срок аренды жилья заканчивается, и Лейси пытается переехать в престижный комплекс «Бухта пеликанов», хотя её брат против этого. Чтобы иметь возможность поселиться в этом комплексе, Лейси должна или платить большую аренду, или получить скидку, достигнув рейтинга 4,5 и выше.
Наоми (Элис Ив) — подруга детства Лейси — просит её стать подружкой невесты на своей свадьбе. Наоми имеет рейтинг 4,8, дружит с людьми «высшего класса» и живёт на частном острове. Лейси надеется, что, когда она произнесёт речь подружки, гости свадьбы хорошо её оценят и она наберёт необходимый рейтинг 4,5. Она едет в аэропорт, но рейс отменён. Из-за спора с Райаном и нескольких случайных конфликтов с незнакомцами её рейтинг опускается ниже 4,2, поэтому ей не позволяют купить билет на другой самолёт. Лейси устраивает истерику в аэропорту, и охрана назначает ей 24-часовое наказание, которое временно снижает её рейтинг до 3,1 и удваивает все новые негативные оценки.
Низкий рейтинг Лейси приводит к тому, что единственным выходом для неё остаётся аренда старой машины и 9-часовая дорога на свадьбу Наоми. Когда арендованный электромобиль разряжается, ей не удаётся зарядить его, потому что он настолько старый, что для него уже нет адаптеров. Лейси пытается доехать автостопом, но люди проезжают мимо, видя её низкий рейтинг. В конце концов её подбирает дальнобойщица Сьюзен (Черри Джонс) с рейтингом 1,4, которая признаётся, что ранее так же была одержима рейтингами, пока её муж не умер от рака, потому что ему не предоставили экспериментальный курс лечения, а отдали больному с рейтингом 4,4. У её мужа рейтинг был 4,3.
Наоми звонит Лейси и говорит, что не хочет больше видеть её на свадьбе, поскольку её рейтинг спустился до 2,6. Разъярённая, Лейси решает любой ценой добраться до свадьбы, незаконно вторгается на остров и неожиданно появляется на пирушке. Лейси торопливо произносит свою речь и начинает угрожать ножом Полу, мужу Наоми (Алан Ритчсон). Лейси арестовывают, из неё удаляют имплантированное приложение для рейтингов и сажают в тюрьму. В камере она начинает ссориться с другим заключённым, и их взаимная злость превращается во взаимное удовольствие, потому что они начинают понимать, что теперь могут спокойно ругаться и ничего не бояться.

## Производство
Эпизод основан на идее создателя сериала Чарли Брукера, который написал синопсис на три страницы. Этот синопсис Шур и Джонс превратили в «комедийный, загадочный» сценарий.

## Критика
Эпизод получил положительные отзывы критиков.

Бенжамин Ли из The Guardian отметил, что эпизод 
«сумел создать достоверную и эстетически выразительную мини-вселенную, которая не требует дополнительного описания».

Мэтт Фаулер из IGN отметил, что эпизод 
«одновременно развлекает и расстраивает, хотя это не так и плохо, учитывая, что следующие два эпизода гораздо основательнее и мрачнее».
За свою роль в этом эпизоде Брайс Даллас Ховард была номинирована на Премию Гильдии киноактеров США в номинации «лучшая актриса мини-сериала или телефильма».